# Górnik Zabrze w sezonie 1965/1966
Sezon 1965/1966 był 18. sezonem w historii klubu i 11. z kolei na najwyższym poziomie rozgrywek ligowych. Górnik zakończył rozgrywki I ligi na pierwszym miejscu zdobywając po raz siódmy w historii tytuł Mistrza Polski w piłce nożnej (czwarty z rzędu). Rozgrywki Pucharu Polski rozpoczął od 1/16 finału docierając do finału. Jako Mistrz Polski w sezonie 1962/1963 uczestniczył w rozgrywkach Pucharu Europy Mistrzów Klubowych docierając do I rundy.

## Stadion
Miejscem rozgrywania spotkań domowych był otwarty w 1934 roku i przebudowany w 1958 roku stadion przy obecnej ul. Roosevelta 81 mieszczący ok. 35.000 widzów. Dwa spotkania ligowe (przeciwko Wiśle Kraków i ŁKS Łódź) oraz spotkania z LASK Linz oraz Spartą Praga rozegrane w ramach Pucharu Europy Mistrzów Klubowych odbyło się na Stadionie Śląskim w Chorzowie.
Informacje dotyczące frekwencji według Przeglądu Sportowego (www.wikigornik.pl)

## I Liga

### Tabela
| Poz. | Drużyna            | M  | Punkty | Z  | R  | P | Bramki | Bramki | Bramki |
| Poz. | Drużyna            | M  | Punkty | Z  | R  | P | +      | -      | +/-    |
| ---- | ------------------ | -- | ------ | -- | -- | - | ------ | ------ | ------ |
| 1    | Górnik Zabrze      | 26 | 42     | 19 | 4  | 3 | 62     | 24     | 38     |
| 2    | Wisła Kraków       | 26 | 32     | 10 | 12 | 4 | 29     | 22     | 7      |
| 3    | Polonia Bytom      | 26 | 31     | 12 | 7  | 7 | 37     | 28     | 9      |
| 4    | Szombierki Bytom   | 26 | 31     | 13 | 5  | 8 | 43     | 35     | 8      |
| 5    | Zagłębie Sosnowiec | 26 | 29     | 12 | 5  | 9 | 59     | 39     | 20     |

    runda wstępna Pucharu Europy Mistrzów Klubowych

### Wyniki spotkań
| Mecz           | Data            | Stadion   | Przeciwnik         | Wynik | Punkty | Strzelcy                              |
| -------------- | --------------- | --------- | ------------------ | ----- | ------ | ------------------------------------- |
| Runda jesienna |                 |           |                    |       |        |                                       |
| 1              | 8 sierpnia      | Chorzów   | GKS Katowice       | 3:2   | 2      | Pohl, Musiałek, Wilczek               |
| 2              | 15 sierpnia     | Zabrze    | Zagłębie Sosnowiec | 6:2   | 4      | Lentner, Pohl (3), Szołtysik, Wilczek |
| 3              | 22 sierpnia     | Wrocław   | Śląsk Wrocław      | 1:3   | 4      | Musiałek                              |
| 4              | 26 sierpnia     | Chorzów   | Wisła Kraków       | 3:0   | 6      | Pohl, Szołtysik, Musiałek             |
| 5              | 29 sierpnia     | Bydgoszcz | Zawisza Bydgoszcz  | 1:1   | 7      | Pohl                                  |
| 6              | 1 września      | Zabrze    | Stal Rzeszów       | 3:0   | 9      | Szołtysik, Lentner, Wilczek           |
| 7              | 5 września      | Zabrze    | Legia Warszawa     | 1:1   | 10     | Lubański                              |
| 8              | 11 września     | Bytom     | Szombierki Bytom   | 3:0   | 12     | Musiałek, Wilczek, Szołtysik          |
| 9              | 19 września     | Zabrze    | Ruch Chorzów       | 3:1   | 14     | Lentner, Pohl (2)                     |
| 10             | 3 października  | Łódź      | ŁKS Łódź           | 3:0   | 16     | Lubański (2), Pohl                    |
| 11             | 17 października | Zabrze    | Odra Opole         | 4:0   | 18     | Lubański (3), Musiałek                |
| 12             | 7 listopada     | Warszawa  | Gwardia Warszawa   | 2:0   | 20     | Lubański, Szołtysik                   |
| 13             | 14 listopada    | Zabrze    | Polonia Bytom      | 0:2   | 20     | -                                     |
| Runda wiosenna |                 |           |                    |       |        |                                       |
| 14             | 20 marca        | Zabrze    | GKS Katowice       | 3:0   | 22     | Pohl, Lubański (2)                    |
| 15             | 27 marca        | Sosnowiec | Zagłębie Sosnowiec | 2:0   | 24     | Pohl, Lentner                         |
| 16             | 3 kwietnia      | Zabrze    | Śląsk Wrocław      | 3:0   | 26     | Lubański (2), Musiałek                |
| 17             | 10 kwietnia     | Kraków    | Wisła Kraków       | 1:1   | 27     | Lubański                              |
| 18             | 17 kwietnia     | Warszawa  | Legia Warszawa     | 2:0   | 29     | Lubański (2)                          |
| 19             | 20 kwietnia     | Zabrze    | Szombierki Bytom   | 4:3   | 31     | Lubański (2), Musiałek, Pohl          |
| 20             | 24 kwietnia     | Zabrze    | Zawisza Bydgoszcz  | 2:1   | 33     | Lubański (2)                          |
| 21             | 8 maja          | Rzeszów   | Stal Rzeszów       | 0:0   | 34     | -                                     |
| 22             | 11 maja         | Chorzów   | Ruch Chorzów       | 1:5   | 34     | Lubański                              |
| 23             | 22 maja         | Chorzów   | ŁKS Łódź           | 2:1   | 36     | Pohl (2)                              |
| 24             | 29 maja         | Opole     | Odra Opole         | 2:0   | 38     | Szołtysik, Pohl                       |
| 25             | 15 czerwca      | Zabrze    | Gwardia Warszawa   | 4:0   | 40     | Lentner, Lubański (2), Musiałek       |
| 26             | 22 czerwca      | Chorzów   | Polonia Bytom      | 3:1   | 42     | Szołtysik, Lubański (2)               |

    zwycięstwo     remis     porażka

## Puchar Polski
Górnik rozpoczął rozgrywki Pucharu Polski od 1/16 finału docierając do finału.
| Faza  | Data        | Stadion | Przeciwnik          | Wynik | Strzelcy                              |
| ----- | ----------- | ------- | ------------------- | ----- | ------------------------------------- |
| 1/16  | 6 marca     | Kraków  | Cracovia            | 3:2   | Lubański (2), Kowalski                |
| 1/8   | 13 marca    | Opole   | Odra Opole          | 5:1   | Szołtysik, Musiałek, Lubański (3)     |
| 1/4   | 13 kwietnia | Wrocław | Śląsk Wrocław       | 4:0   | Wilczek, Lubański, Musiałek, Słomiany |
| 1/2   | 25 maja     | Bytom   | Szombierki II Bytom | 2:1   | Lubański, Wilczek                     |
| Finał | 15 sierpnia | Poznań  | Legia Warszawa      | 1:2   | Kuchta                                |

    zwycięstwo     porażka

## Puchar Europy Mistrzów Klubowych
Górnik rozpoczął rozgrywki Pucharu Europy Mistrzów Klubowych od 1/16 finału pokonując w dwumeczu drużynę LASK Linz. Odpadł z rozgrywek w 1/8 finału przegrywając ze Spartą Praga.
| Faza | Data         | Stadion | Przeciwnik   | Wynik | Strzelcy              |
| ---- | ------------ | ------- | ------------ | ----- | --------------------- |
| 1/16 | 15 września  | Linz    | LASK Linz    | 3:1   | Musiałek, Wilczek (2) |
| 1/16 | 22 września  | Chorzów | LASK Linz    | 2:1   | Pohl (2), Szołtysik   |
| 1/8  | 24 listopada | Praga   | Sparta Praga | 0:3   | -                     |
| 1/8  | 28 listopada | Chorzów | Sparta Praga | 1:2   | Szołtysik             |

    zwycięstwo     porażka

## Mecze towarzyskie
| Data                                | Przeciwnik         | Miejsce     | Wynik | Strzelcy                                        |
| ----------------------------------- | ------------------ | ----------- | ----- | ----------------------------------------------- |
| 22 lipca                            | Zenit Leningrad    | Chorzów     | 3:1   | Lentner, Pohl, Kowalski                         |
| 2 sierpnia                          | Cracovia           | Kraków      | 5:3   | Wilczek (2), Lentner (2), Szołtysik             |
| 28 września                         | SKA Rostów         | Zabrze      | 2:2   | Florenski, Wilczek                              |
| luty                                | Unia Racibórz      | brak danych | 9:2   | Lubański (3), Pohl (3), Szołtysik (2), Słomiany |
| luty                                | Górnik Wałbrzych   | Wałbrzych   | 5:2   | brak danych                                     |
| Turniej zimowy w Erywaniu           |                    |             |       |                                                 |
| luty                                | Ararat Erywań      | Erywań      | 3:0   | Lentner, Lubański (2)                           |
| 28 lutego                           | Czornomoreć Odessa | Erywań      | 1:0   | Lubański                                        |
| 2 marca                             | Szachtior Donieck  | Erywań      | 2:0   | Wilczek, Lubański, Musiałek, Słomiany           |
| Rozegrane w trakcie rundy wiosennej |                    |             |       |                                                 |
| 16 marca                            | Ślęza Wrocław      | brak danych | 4:0   | Lubański (2), Szołtysik (2)                     |
| 9 czerwca                           | Dynamo Kijów       | Zabrze      | 3:2   | Słomiany, Pohl, Musiałek                        |

    zwycięstwo     remis

## Zawodnicy

### Skład
| Zawodnik                                                                                | Data urodzenia       | W klubie od | Poprzedni klub    | I Liga    | I Liga | Puchar Polski | Puchar Polski | PEMK | PEMK | RAZEM | RAZEM | Uwagi                 |
| --------------------------------------------------------------------------------------- | -------------------- | ----------- | ----------------- | --------- | ------ | ------------- | ------------- | ---- | ---- | ----- | ----- | --------------------- |
| Zawodnik                                                                                | Data urodzenia       | W klubie od | Poprzedni klub    | Bramkarze |        |               |               |      |      |       |       | Uwagi                 |
| Jan Gomola                                                                              | 05 sierpnia 1941     | 1964        | Kuźnia Ustroń     | 21        | -      | 5             | -             | 2    | -    | 28    | -     |                       |
| Hubert Kostka                                                                           | 27 maja 1940         | 1961        | Unia Racibórz     | 7         | -      | 1             | -             | 1    | -    | 9     | -     |                       |
| Obrońcy                                                                                 |                      |             |                   |           |        |               |               |      |      |       |       |                       |
| Henryk Broja                                                                            | 6 lipca 1940         | 1962        | wychowanek        | 6         | -      | 2             | -             | -    | -    | 8     | -     |                       |
| Stefan Florenski                                                                        | 17 grudnia 1933      | 1957        | Sośnica Gliwice   | 24        | -      | 4             | -             | 2    | -    | 30    | -     |                       |
| Rainer Kuchta                                                                           | 8 lipca 1943         | 1965        | Piast Gliwice     | 16        | -      | 3             | 1             | 1    | -    | 20    | 1     |                       |
| Stanisław Oślizło                                                                       | 13 listopada 1937    | 1960        | Górnik Radlin     | 20        | -      | 5             | -             | 3    | -    | 28    | -     |                       |
| Waldemar Słomiany                                                                       | 1 listopada 1943     | 1962        | Wawel Wirek       | 25        | -      | 4             | 1             | 3    | -    | 32    | 1     |                       |
| Piotr Strączek                                                                          | 23 września 1946     | 1966        | Naprzód Rydułtowy | 4         | -      | 2             | -             | -    | -    | 6     | -     |                       |
| Jan Trutwin                                                                             | 19 stycznia 1940     | 1964        | Górnik Radlin     | -         | -      | -             | -             | -    | -    | -     | -     |                       |
| Pomocnicy                                                                               |                      |             |                   |           |        |               |               |      |      |       |       |                       |
| Joachim Czok                                                                            | 1 kwietnia 1939      | 1962        | Śląsk Wrocław     | 3         | -      | -             | -             | -    | -    | 3     | -     |                       |
| Zygmunt Dudys                                                                           | 11 marca 1946        | 1964        | Sośnica Gliwice   | 1         | -      | 1             | -             | -    | -    | 2     | -     |                       |
| Norbert Gwosdek                                                                         | 24 października 1939 | 1962        | wychowanek        | -         | -      | 1             | -             | -    | -    | 1     | -     |                       |
| Henryk Latocha                                                                          | 8 czerwca 1943       | 1965        | Górnik Lędziny    | 7         | -      | -             | -             | -    | -    | 7     | -     |                       |
| Jan Kowalski                                                                            | 15 lutego 1937       | 1959        | Pogoń Zabrze      | 15        | -      | 3             | 1             | 3    | -    | 21    | 1     |                       |
| Alfred Olek                                                                             | 23 lipca 1940        | 1965        | Naprzód Lipiny    | -         | -      | 2             | -             | -    | -    | 2     | -     |                       |
| Zygfryd Szołtysik                                                                       | 24 października 1942 | 1962        | Zryw Chorzów      | 27        | 7      | 5             | 1             | 3    | 2    | 35    | 10    |                       |
| Napastnicy                                                                              |                      |             |                   |           |        |               |               |      |      |       |       |                       |
| Roman Lentner                                                                           | 15 grudnia 1937      | 1956        | Czarni Chropaczów | 24        | 5      | 2             | -             | 3    | -    | 29    | 5     |                       |
| Włodzimierz Lubański                                                                    | 28 lutego 1947       | 1963        | GKS Gliwice       | 18        | 23     | 5             | 7             | 2    | -    | 25    | 30    | król strzelców I ligi |
| Jerzy Musiałek                                                                          | 14 października 1942 | 1961        | GKS Gliwice       | 21        | 8      | 5             | 2             | 2    | 1    | 28    | 11    |                       |
| Edward Olszówka                                                                         | 9 lipca 1937         | 1960        | Naprzód Lipiny    | 21        | -      | 3             | -             | 2    | -    | 26    | -     |                       |
| Ernest Pohl                                                                             | 3 listopada 1932     | 1956        | Legia Warszawa    | 21        | 15     | 2             | -             | 3    | 2    | 26    | 17    |                       |
| Erwin Wilczek                                                                           | 20 listopada 1940    | 1959        | Zryw Chorzów      | 24        | 4      | 5             | 2             | 3    | 2    | 32    | 8     |                       |
| Liczba rozegranych spotkań nie obejmuje rewanżowego spotkania z LASK Linz (brak danych) |                      |             |                   |           |        |               |               |      |      |       |       |                       |

### Transfery
| Poz | Nazwisko       | Poprzedni klub    |
| --- | -------------- | ----------------- |
| OB  | Rainer Kuchta  | Piast Gliwice     |
| OB  | Piotr Strączek | Naprzód Rydułtowy |
| PO  | Henryk Latocha | Górnik Lędziny    |
| PO  | Alfred Olek    | Naprzód Lipiny    |

| Poz | Nazwisko          | Poprzedni klub    |
| --- | ----------------- | ----------------- |
| BR  | Bernard Kobzik    | brak danych       |
| BR  | Stefan Sitek      | Śląsk Wrocław     |
| BR  | Joachim Szołtysek | brak danych       |
| OB  | Jerzy Bieniek     | Piast Gliwice     |
| OB  | Karol Kapciński   | Śląsk Wrocław     |
| OB  | Jan Plicko        | Star Starachowice |

### Skład podstawowy
| Poz                                                                                     | Zawodnik             | I Liga | Puchar Polski | PEMK | RAZEM |
| --------------------------------------------------------------------------------------- | -------------------- | ------ | ------------- | ---- | ----- |
| PO                                                                                      | Zygfryd Szołtysik    | 25     | 5             | 3    | 33    |
| OB                                                                                      | Waldemar Słomiany    | 25     | 4             | 3    | 32    |
| NA                                                                                      | Erwin Wilczek        | 23     | 5             | 3    | 31    |
| OB                                                                                      | Stefan Florenski     | 24     | 4             | 2    | 30    |
| BR                                                                                      | Jan Gomola           | 21     | 5             | 2    | 28    |
| NA                                                                                      | Roman Lentner        | 24     | 1             | 3    | 28    |
| OB                                                                                      | Stanisław Oślizło    | 20     | 5             | 3    | 28    |
| NA                                                                                      | Jerzy Musiałek       | 20     | 5             | 2    | 27    |
| NA                                                                                      | Edward Olszówka      | 20     | 3             | 2    | 25    |
| NA                                                                                      | Ernest Pohl          | 20     | 2             | 3    | 25    |
| NA                                                                                      | Włodzimierz Lubański | 17     | 5             | 2    | 24    |
| NA                                                                                      | Jan Kowalski         | 14     | 3             | 3    | 20    |
| OB                                                                                      | Rainer Kuchta        | 14     | 3             | 1    | 18    |
| OB                                                                                      | Henryk Broja         | 6      | 2             | -    | 8     |
| BR                                                                                      | Hubert Kostka        | 5      | -             | 1    | 6     |
| OB                                                                                      | Piotr Strączek       | 4      | 1             | -    | 5     |
| PO                                                                                      | Henryk Latocha       | 4      | -             | -    | 4     |
| PO                                                                                      | Joachim Czok         | 1      | -             | -    | 1     |
| PO                                                                                      | Norbert Gwosdek      | 1      | -             | -    | 1     |
| PO                                                                                      | Alfred Olek          | -      | 1             | -    | 1     |
| Liczba rozegranych spotkań nie obejmuje rewanżowego spotkania z LASK Linz (brak danych) |                      |        |               |      |       |

    podstawowa jedenastka